# Red Europea de Conocimiento Urbano
La Red Europea de Conocimiento Urbano (European Urban Knowledge Network, EUKN, en inglés) se creó como resultado de un acuerdo entre los ministros europeos sobre políticas urbanas que tuvo lugar en Róterdam en 2004, basada en la experiencia del programa URBACT pero con una mayor amplitud y alcance. En esta red participan quince países europeos, la Comisión Europea, EUROCITIES y el propio Programa URBACT.
La red EUKN tiene como principal objetivo hacer efectivo el necesario intercambio de conocimiento válido y estandarizado en toda Europa sobre temas urbanos, estructurado de acuerdo con una taxonomía que abarca aspectos como las políticas de vivienda, urbanismo, medio ambiente urbano, uso del suelo, desarrollo sostenible, accesibilidad, movilidad, seguridad o economía urbana; todo ello dividido en cuatro grandes bloques: prácticas, políticas, redes e investigación.